# 산마리노
산마리노 공화국(이탈리아어: Repubblica di San Marino) 또는 가장 고귀한 산마리노 공화국(이탈리아어: Serenissima Repubblica di San Marino), 약칭 산마리노(이탈리아어: San Marino)는 전면이 이탈리아에 둘러싸인 내륙국가이다.
산마리노는 외교권을 가지고 있으며, 1600년에 제정된 법을 기초로 한 산마리노 헌법은 고대 로마 공화국의 전통을 이은 집정관이 이끄는 회의제 정부를 구성한다.

## 역사

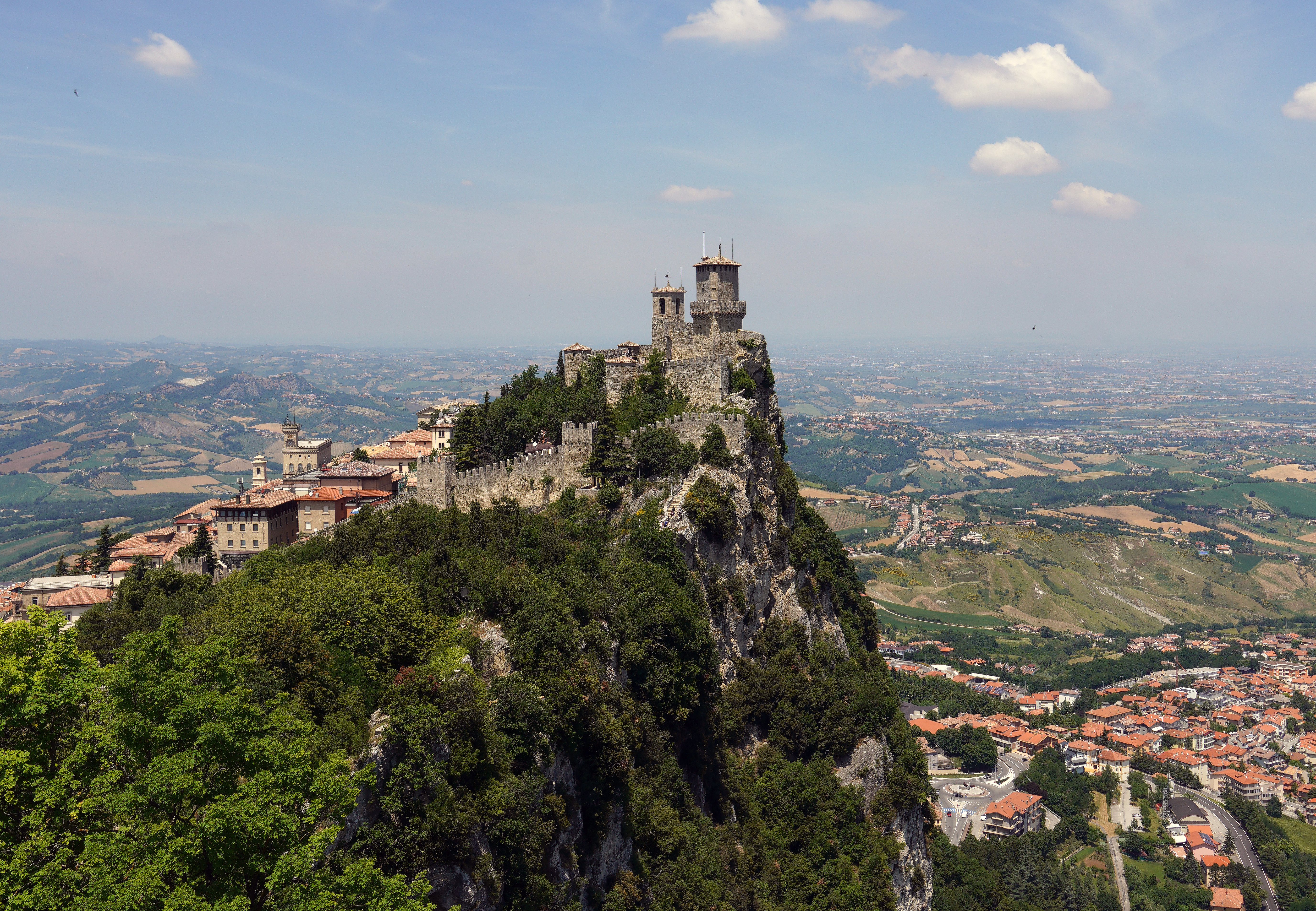

301년에 성 마리누스가 기독교 박해를 피해 세운 나라라는 전설이 있다. 크로아티아 달마티아 지방의 라브섬 출신인 마리누스는 당시 로마 제국 황제의 기독교 박해를 피해 이곳에서 기독교 신앙 공동체를 만들었고 그것이 나중에 발전하여 현재의 산마리노가 되었다고 한다. 산마리노에서는 매해 9월 3일을 공화국 설립 기념일로 경축하고 있다.
1503년 이탈리아의 전제군주 체사레 보르자에 의해 점령되기도 하였지만 1631년에 교황의 인준을 받아 공식적으로 독립 국가의 모습을 갖추었다. 이렇듯 여러 번 주변 국가에 의해 정복 위기에 처하기도 했으나 독립을 유지해 1815년 빈 회의에서 독립 국가로 유럽 국가들의 승인을 받았다. 1862년에는 이탈리아와 관세동맹을 성립하고, 1897년에 우호조약을 맺었다. 제1차 세계 대전 때인 1915년 이탈리아는 오스트리아-헝가리 제국에 선전포고를 했으나, 산마리노는 중립을 지켰다.
1923년 이탈리아에 파시스트 정권이 들어서자 산마리노도 그 영향권을 직접적으로 받았다. 1922년 결성된 산마리노 파시스트당(PFS)은 1923년 4월에 첫 집정관(줄리아노 고치)을 내었고, 1926년부터 1943년까지 산마리노 파시스트당이 유일 합법정당이 되어 다른 정당의 활동은 일절 금지되었다. 제2차 세계대전 때 산마리노는 중립을 지켰다. 1943년 베니토 무솔리니가 실각하자 잠시 비(非)파시스트 정부가 들어섰으나, 독일군이 점령해 오자 산마리노 파시스트당은 1944년 1월 공화 파시스트 산마리노라는 이름으로 부활하여 정권을 잡아, 같은 해 11월의 연합군 점령 때까지 계속되었다.
산마리노는 1992년에 유엔에 가입하였다. 산마리노는 2002년부터 산마리노 리라 대신 유로화(貨)를 사용하기는 하지만 유럽 연합 회원국은 아니다.

## 지리
북위 43도 46분, 동경 12도 25분에 위치하고 있으며 61.2 km2의 영토를 가지고 있는데, 서울의 약 10분의 1 정도의 크기이며, 유럽에서는 바티칸, 모나코 다음으로 작다. 기후는 지중해성 기후이며 따뜻하고 햇볕이 좋아 좋은 와인과 치즈의 산지이다.
국토는 산이 많으며 바다가 없는 내륙으로 티타노산(해발 739 m)가 가장 높다. 영역의 가장 긴 폭은 13 km 정도이며 산마리노 강이 나라를 가로지르고 있다. 전 국토가 이탈리아 에밀리아로마냐주, 마르케주에 둘러싸여 있다.

### 기후
여름 최고 기온이 섭씨 26도, 겨울 최저 기온이 섭씨 영하 7도이다.
| 산마리노의 기후            | 산마리노의 기후 | 산마리노의 기후 | 산마리노의 기후 | 산마리노의 기후 | 산마리노의 기후 | 산마리노의 기후 | 산마리노의 기후 | 산마리노의 기후 | 산마리노의 기후 | 산마리노의 기후 | 산마리노의 기후 | 산마리노의 기후 | 산마리노의 기후 |
| 월                         | 1월             | 2월             | 3월             | 4월             | 5월             | 6월             | 7월             | 8월             | 9월             | 10월            | 11월            | 12월            | 연간            |
| -------------------------- | --------------- | --------------- | --------------- | --------------- | --------------- | --------------- | --------------- | --------------- | --------------- | --------------- | --------------- | --------------- | --------------- |
| 일평균 최고 기온 °C (°F)   | 7 (45)          | 9 (48)          | 14 (57)         | 17 (63)         | 23 (73)         | 28 (82)         | 30 (86)         | 30 (86)         | 25 (77)         | 20 (68)         | 13 (55)         | 8 (46)          | 19 (66)         |
| 일일 평균 기온 °C (°F)     | 4 (39)          | 5.5 (41.9)      | 10 (50)         | 13 (55)         | 18.5 (65.3)     | 23 (73)         | 25 (77)         | 25 (77)         | 20.5 (68.9)     | 16 (61)         | 10 (50)         | 5.5 (41.9)      | 14.7 (58.3)     |
| 일평균 최저 기온 °C (°F)   | 1 (34)          | 2 (36)          | 6 (43)          | 9 (48)          | 14 (57)         | 18 (64)         | 20 (68)         | 20 (68)         | 16 (61)         | 12 (54)         | 7 (45)          | 3 (37)          | 11 (51)         |
| 평균 강수량 mm (인치)      | 34.0 (1.34)     | 37.6 (1.48)     | 34.2 (1.35)     | 51.5 (2.03)     | 41.6 (1.64)     | 36.0 (1.42)     | 34.5 (1.36)     | 49.2 (1.94)     | 85.6 (3.37)     | 69.8 (2.75)     | 59.2 (2.33)     | 75.4 (2.97)     | 608.6 (23.98)   |
| 출처: World Weather Online |                 |                 |                 |                 |                 |                 |                 |                 |                 |                 |                 |                 |                 |

### 행정 구역

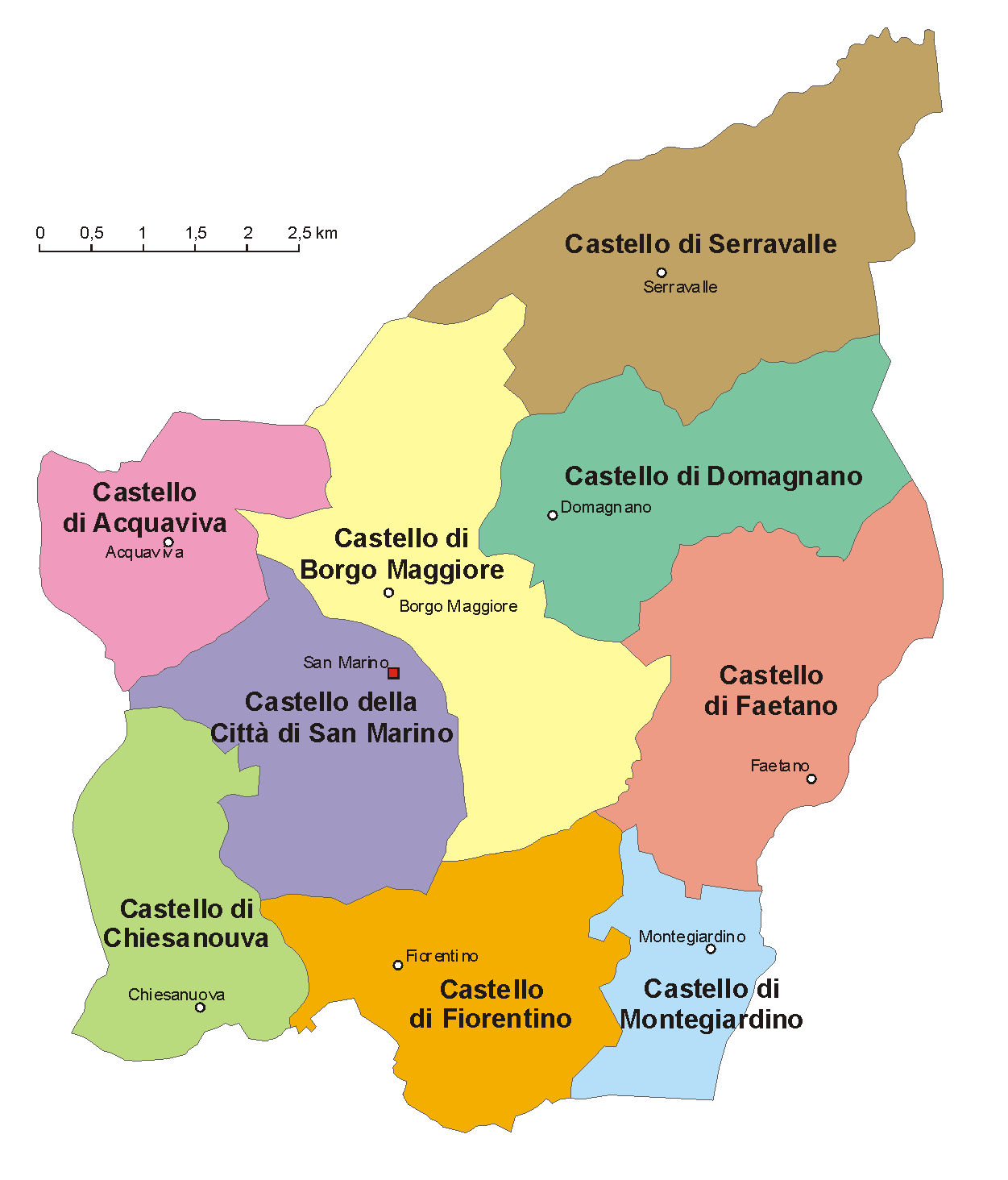

산마리노는 9개 구역으로 나뉘어 있는데, 그중 하나가 산마리노 시(市)이다. 산마리노 전체에는 44개의 마을이 있다.

## 정치
국가원수는 집정관 2인이 맡고 있으며 6개월마다 교체된다. 1243년에 처음 선출된 집정관은 고대 로마공화정 시대의 집정관 제도에서 유래하여 오늘날까지 유지하고 있는데, 현대에서 유일하게 집정관이 국가원수로 있는 나라이기도 하다. 입법기관은 산마리노 대평의회(이탈리아어: Consiglio grande e generale)이며, 정원(定員) 60명, 임기 5년이다.

## 교통
이탈리아와 연결된 철도는 없으나, 리미니에서 버스로 갈 수 있다. 리히텐슈타인, 안도라, 모나코, 바티칸 시국과 같이 공항이 없고, 가장 가까운 공항은 16km 떨어진 페데리코 펠리니 국제공항이다.

## 인구
인구는 대부분 이탈리아계이며, 산마리노에 거주하는 외국인(주로 이탈리아인, 1,000명)을 포함하면 32,448명의 인구이다(2013년). 산마리노인 5,000명이 외국에서 살고 있는데, 주로 이탈리아에 거주하고 있다. 언어는 이탈리아어가 공용어이며, 에밀리아-로마냐 방언이 널리 쓰인다.

### 종교
산마리노 정부는 종교의 자유를 인정한다. 국민의 97%가 로마 가톨릭교회 신자이나, 국교는 아니다.

## 문화
산마리노 축구 국가대표팀은 1986년에 처음 국제 무대에 데뷔하였다. '캄피오나토 삼마리네세 디 칼초'라는 이름의 축구 리그가 존재한다.

## 치안
국방은 이탈리아에 맡기고 있지만 산마리노 자체적으로 의회호위대, 요새기병대 등의 군사적 조직이 있다.

## 경제
국민 총생산은 2001년 9억 4,000만 달러였으며 1인당 국민소득은 34,600달러(2001년)였다. 중세의 고성 등 관광지가 잘 발달해 있어, 관광수입이 국가 전체의 50%정도를 차지하고 있다. 2000년에는 300만 명의 관광객이 방문하였다. 이외 은행, 의류와 도자기 공업이 발달하였다.

## 외교
2000년 대한민국과 수교하였으며 업무는 주이탈리아 한국대사관이 겸임하고 있다. 2004년에는 조선민주주의인민공화국과 수교하였다.

## 같이 보기
- 도시국가